# Амний Аниций Юлиан
Амний Аниций Юлиан (на латински: Amnius Anicius Julianus) е политик и сенатор на Римската империя през 4 век.

## Биография
Произлиза от фамилията Аниции. Син е на Марк Юний Цезоний Никомах Аниций Фауст Павлин (консул 298 г.) и Амния Деметриас (* 245 г.), дъщеря на Тиберий Клавдий и Флавия. Брат е на Секст Аниций Фауст Павлин (консул 325 г.).
Юлиан се жени за Цезония Манилия (* 275 г.), дъщеря на Луций Цезоний Овиний Руфин Манилий Бас (суфектконсул 280 г.) и вероятно сестра на Цезоний Бас (консул 317 г.). Баща е на Амний Маний Цезоний Никомах Аниций Павлин (консул 334 г.).
През 322 г. Юлиан е консул заедно с Петроний Пробиан. От 326 до 329 г. той е praefectus urbi на Рим.